# Горни-Гайтан
Горни-Гайтан (серб. Горњи Гајтан) — населённый пункт в общине Медведжя Ябланичского округа Республики Сербии.
В состав села входит деревня Путиново, названная в честь президента России Владимира Владимировича Путина. До 2017 года она носила название Аджинци.

## Население
Согласно переписи населения 2002 года, в селе проживало 87 человек (77 сербов и 10 черногорцев).
| Численность населения | Численность населения | Численность населения | Численность населения | Численность населения | Численность населения | Численность населения | Численность населения |
| 1948                  | 1953                  | 1961                  | 1971                  | 1981                  | 1991                  | 2002                  | 2011                  |
| --------------------- | --------------------- | --------------------- | --------------------- | --------------------- | --------------------- | --------------------- | --------------------- |
| 560                   | 578                   | 490                   | 302                   | 163                   | 106                   | 87                    | 55                    |

## Религия
Согласно церковно-административному делению Сербской православной церкви, село относится к Медведжянскому приходу Ябланичского архиерейского наместничества Нишской епархии.